# Korciunok, Zboriv
Korciunok (în ucraineană Корчунок) este un sat în comuna Vovcikivți din raionul Zboriv, regiunea Ternopil, Ucraina.

## Demografie
Componența lingvistică a localității Korciunok
     Ucraineană (100%)
Conform recensământului din 2001, toată populația localității Korciunok era vorbitoare de ucraineană (100%).